# 2020年5月中国大陆

## 5月1日
- 新修订的《北京市生活垃圾管理条例》正式施行，这意味着北京的垃圾分类从此步入强制时代[1]。
- 天水市有轨电车一期通车运营[2]。

## 5月2日
- 在海拔5357米的西藏日喀则拉孜县与定日县交界处的嘉措拉山上，世界最高500千伏输电铁塔的成功组立，标志着此举刷新了中国在世界超高压电网建设领域的新纪录[3][4]。
- 湖北省荆门市掇刀区一男子持刀行凶致11名群众受伤，嫌疑人有精神病就诊史[5]。
- 16时20分左右，陕西省宜川县壶口镇昝家山村黄河大桥下游约700米处发生一起坠河事件，4人落水并被水冲走[6]。
- 晚20时许，陕西省靖边县一男子将其行动不便、生活不能自理的母亲推进一废弃墓坑内掩埋。8日当地检察院以涉嫌故意杀人罪批准逮捕该男子[7]。

## 5月3日
- “澳门健康码”正式启用，实现从入境到小区管理全覆盖[8][9]。
- 哔哩哔哩弹幕网制作的短片《后浪》在央视一套播出，并登陆《新闻联播》前黄金时段[10]。但因视频有鼓吹消费主义，片面看待当代中国青年，回避社会问题等争议在网络受到热议[11]。

## 5月4日
- 凌晨0时2分，陕西省西安市高新区锦业一路创业新大陆地下隧道综合体工程施工现场发生电缆桥架起火事故，约6000户用户停电[12]。
- 上午6时20分，广东省清远市连州市许广高速公路发生一起交通事故，致5人死亡[13]。
- 上午7时30分左右，S2成巴高速（巴中至南充方向）五福至仪陇之间路段发生多车追尾事故，致1人死亡，3人受伤[14]。

## 5月5日
- 多名网文作家在新浪微博、知乎等网络平台，针对网络文学平台阅文集团发起“五五断更节”，以断更（停止更新）的方式，抵制阅文集团推出的作者权益缩水的新合约[15]。该集团连发声明辟谣，此事件引发网络热议[16]。
- 下午，虎門大橋因為大風，出現明顯晃動，暫時封閉[17]。广州专家组稱是橋樑產生涡振，并认为悬索桥结构安全可靠，不会影响虎门大桥后续使用的结构安全和耐久性[18]。
- 18时0分，长征五号B搭载中国新一代载人飞船试验船和柔性充气式货物返回舱试验舱，从文昌航天发射场点火升空，首飞取得成功[19]。
- 由香港1545位社会各界人士担任共同发起人的“香港再出发大联盟”在香港宣布成立[20]。该组织发布了共同宣言，呼吁坚守“一国两制”[21]。

## 5月6日
- 中华人民共和国国务院同意在雄安新区、大同市、满洲里市等46个城市和地区设立跨境电子商务综合试验区[22]。
- 山西省大同市一辆公交车经过十字路口时，与一辆警车相撞，致警车侧翻，无人伤亡[23]。
- 18时51分，新疆维吾尔自治区克孜勒苏州乌恰县（北纬39.71度，东经74.10度）发生5.0级地震，震源深度10千米[24]。
- 20时40分许，安徽省淮南市寿县绿色东方新能源有限公司在垃圾库外墙缝隙封堵外包作业过程中发生中毒事故，致3人死亡[25]。
- 国务院安全生产委员会办公室、应急管理部联合印发《推进安全宣传“五进”工作方案》，计划加大安全教育、扎实推进安全宣传进企业、进农村、进社区、进学校、进家庭[26]。

## 5月7日
- 中国公安机关“云剑-2020”打击贷款类电信网络诈骗犯罪集群战役正式打响[27]。
- 中午，浙江省嘉兴市秀洲区王店镇一家塑料泡沫包装公司厂房突发火情，燃烧物引发滚滚浓烟[28]。
- 浙江省已通过生态环境部组织的国家生态省建设试点验收，建成中国首个生态省[29][30]。

## 5月8日
- 13时49分，新一代载人飞船试验船返回舱在东风着陆场预定区域成功着陆[31]。
- 博鳌亚洲论坛举办2020旗舰报告线上首发会暨“疫情下亚洲发展前景与挑战研讨会”，报告称研讨会与会代表认为“一体化仍然是亚洲经济长期发展趋势”[32]。

## 5月9日
- 中华人民共和国国务院任免国家工作人员：慎海雄兼任中央广播电视总台总编辑；任命王君正为新疆生产建设兵团政委、中国新建集团公司董事长。同时免去孙金龙的新疆生产建设兵团政委、中国新建集团公司董事长职务[33]。
- 下午4时许，四川省绵阳市三台县中太镇境内发生一起交通事故，一辆重型货车与一辆轿车相撞，致3人死亡[34]。
- 23时35分，新疆维吾尔自治区阿克苏地区柯坪县（北纬40.77度，东经78.76度）发生5.2级地震，震源深度15千米[35]。

## 5月10日
- 9时16分，山西省五台山风景名胜区台怀镇下庄村的公交车停车场6辆公交车起火，系人为丢烟头所致，无人伤亡[36]。

## 5月11日
- 吉林省舒兰市因近日出现13例本土确诊病例，按照高等级风险防控要求，全面进入战时状态[37]。
- 全国人大代表肖胜方拟提交议案，建议以修正案的形式对刑法第十七条第二、三款作出修改，调整未成年人刑事责任年龄的起点，从原来的十四周岁下调为十三周岁[38]。
- 中国首个大型页岩气田——中国石化江汉油田涪陵页岩气田累计生产页岩气突破300亿立方米[39][40]。
- 西藏自治区体育局、中国登山协会在位于西藏日喀则市定日县的珠穆朗玛峰大本营举办系列活动，纪念中国人首次登顶珠峰60周年和西藏登山队成立60周年[41]。
- 《自然·物理》刊登中国科学技术大学潘建伟及其同事彭承志、徐飞虎等成功。中国科学家团队利用“墨子号”量子科学实验卫星，在国际上首次实现量子安全时间传递的原理性实验验证，为未来构建安全的卫星导航系统奠定了基础[42][43]。

## 5月12日
- 全国人大代表朱列玉提交议案，建议修改刑法中的性同意年龄，将对有监护、师生、管理等信赖关系中的未成年女性的性同意年龄提高至18周岁[44]。
- 中华人民共和国公安部部署全国公安机关集中开展“昆仑2020”专项行动，持续依法严厉打击食药环和涉野生动物等民生领域违法犯罪活动[45]。

## 5月13日
- 北京非毕业年级开学时间确定，6月1日起，高一、高二年级，初一、初二年级和小学六年级返校上课。6月8日起，小学四年级、五年级返校上课，具备开园条件的幼儿园可陆续开园[46]。

## 5月14日
- 中共中央政治局常务委员会召开会议，分析国内外新冠肺炎疫情防控形势，研究部署抓好常态化疫情防控措施落地见效，研究提升产业链供应链稳定性和竞争力[47]。

## 5月15日
- 11时左右，江苏省镇江市丹阳市兴兴光学仪器有限公司发生爆燃事故，致2人死亡[48]。

## 5月16日
- 上午，中国唯一的特殊综合保税区——洋山特殊综合保税区举行揭牌仪式。洋山特殊综合保税区规划选址在上海市东南角，规划面积25.31平方公里[49][50]。
- 四川雅西高速一辆载36人大客车侧翻，造成6人死亡，多人受伤[51]。

## 5月17日
- 四川江油发生黑熊袭击事件，导致3人死亡。18日凌晨2时许，搜救的公安特警与黑熊正面遭遇，为确保安全，将黑熊现场击毙[52]。
- 汉滨公安发布消息称，有人使用翻墙软件接入境外网络。情指中心立即会同城郊派出所展开调查，查明该“翻墙”软件使用人为杨某某，随即依法将杨某某传唤至公安机关接受询问。给予杨某某行政警告并处500元罚款的处罚[53]。该事件于网络引起热议。

## 5月18日
- 在第四十四个国际博物馆日，北京确立了“打造博物馆之城”的目标[54][55]。
- 中国领导人习近平在第73届世界卫生大会视频会议开幕式上发表题为《团结合作战胜疫情，共同构建人类卫生健康共同体》的致辞。习近平强调，中国坚持“以民为本、生命至上”，始终本着公开、透明、负责任态度，始终秉持构建人类命运共同体理念，既对本国人民生命安全和身体健康负责，也对全球公共卫生事业尽责[56]。
- 解放军边防部队加强加勒万河谷地区管控，应对印度越线修建设施[57]。
- 云南省昭通市巧家县发生5.0级地震，造成4人死亡和28人受伤[58][59]。

## 5月19日
- 最高人民法院发布《关于依法妥善审理涉新冠肺炎疫情民事案件若干问题的指导意见（二）》，其中明确，限制民事行为能力人未经其监护人同意参与网络直播平台“打赏”，监护人请求网络服务提供者返还款项的，法院应支持[60]。
- 庆祝“中国旅游日”十周年活动、第十八届徐霞客开游节开幕式在浙江省宁海县举行。现场发放了总价值达2.2亿元的文旅消费红包[61]。

## 5月20日
- 公安部交通管理局部署全国范围的“一盔一带”安全守护行动。6月1日起，执法处罚的范围限定为骑乘摩托车不佩戴安全头盔、驾乘汽车不使用安全带的交通违法行为[62]。
- 中华民国总统蔡英文就职演说后，美国国务卿蓬佩奥发表声明祝贺蔡英文就职。中华人民共和国国防部，外交部，国台办发声明表态反对[63][64][65]。
- 因学生戴口罩跑步猝死事件频发，教育部颁布规定，体育运动禁止戴口罩。[66]

## 5月21日
- 全国政协第三次会议在北京开幕[67]。

## 5月22日
- 第十三届全国人民代表大会第三次会议开幕[68]。会议将审议《中华人民共和国民法典（草案）》、《全国人民代表大会关于建立健全香港特别行政区维护国家安全的法律制度和执行机制的决定（草案）》、全国人大常委会工作报告、最高人民法院工作报告等[69]。
- 受暴雨影响，广州地铁13号线停运[70]。
- 11时57分左右，四川省江油市厚坝镇武都引水工程永重支渠在建隧道发生垮塌致3人失联。29日20时许，被困的3人全部获救[71]。

## 5月23日
- 一只雌性小河马在哈尔滨北方森林动物园降生，这是河马在中国高纬度地区首次成功繁殖[72]。

## 5月24日
- 6时36分，深圳航空ZH9151航班从北京首都国际机场起飞，直飞湖北襄阳。这是自新冠肺炎疫情发生以来北京飞往湖北的第一个客运航班[73]。
- 香港各界“撑国安立法”联合阵线正式成立并发起联署活动，成员来自各大社团、工商界、专业界、教育界、社会福利界等，各区街坊纷纷踊跃签名、积极发声[74][75]。
- 中国首条海底高铁隧道——甬舟铁路金塘海底隧道海上钻探工作已全部完成，为隧道主体的全面开工建设打下重要基础[76]。

## 5月25日
- 全国人大代表孙伟建议“鼓励公民适龄结婚生育，禁止单身女性冷冻卵子”[77]，该建议一经提出在网络引起热议。
- 一名29歲女子在喝下一瓶500毫升的白酒後，乘坐長龍航空GJ8528客機由青海西寧機場飛往浙江杭州機場，飛行期間，女子疑因酒精作用情緒失控，重拳打破客艙窗戶內側玻璃，導致客機需要緊急避降至鄭州機場[78][79]。

## 5月26日
- 渤海莱州湾北部地区垦利6-1油田探明地质储量超过1亿吨，含油面积超100平方千米[80]。
- 两会期间，最高人民检察院发布报告显示，1999年至2019年，“醉驾”取代盗窃成中国第一刑事犯罪。扰乱市场秩序犯罪增长19.4倍，生产、销售伪劣商品犯罪增长34.6倍，侵犯知识产权犯罪增长56.6倍[81]。

## 5月27日
- 2020珠穆朗玛峰高程测量登山队8名攻顶队员全部成功登顶珠峰，将五星红旗插上世界最高峰峰顶，并开展各项测量工作[82]。
- 四川省甘孜州新龙县色威乡益麦村娘西沟山发生一起涉枪命案，警方悬赏30万缉拿嫌犯[83]。

## 5月28日
- 第十三届全国人民代表大会第三次会议表決通過《关于建立健全香港特别行政区维护国家安全的法律制度和执行机制的决定》[84][85]。
- 第十三届全国人民代表大会第三次会议表决通过了《中华人民共和国民法典》，自2021年1月1日起施行。这是中国第一部以法典命名的法律，开启了中国法典编纂立法的先河。民法典共7编、1260条，依次为总则编、物权编、合同编、人格权编、婚姻家庭编、继承编、侵权责任编以及附则[86]。
- 1时30分许，安徽省淮南市凤台县尚塘镇尚塘村镇政府北侧一处民房发生火灾，致5人死亡[87]。

## 5月29日
- 11时10分，云南省普洱市墨江县泗南江水电站发生疑似爆炸事故。截至29日17时，事故共造成6人死亡、5人受伤[88]。
- 下午，中国载人航天工程办公室和中国航天科技集团有限公司在北京航天城举行新一代载人飞船试验船返回舱开舱仪式，75个搭载实验项目单位的988件（份）搭载实验材料全部出舱移交，各搭载单位将陆续开展相关科学研究和实验[89][90]。

## 5月30日
- 广州市白云区教育局及当地公安部门就方圆实验小学一教师体罚学生致其吐血一事件进行调查[91]。
- 14时许，内蒙古大兴安岭发现烟点[92]。截至31日，消防人员仍在全力灭火。

## 5月31日
- 广州警方通报方圆实验小学教师体罚学生一事，网上流传的情节为编造的谎言，展示的血迹实为化妆品和水，学生的精神状况良好[93]。